# إقليم البرلس

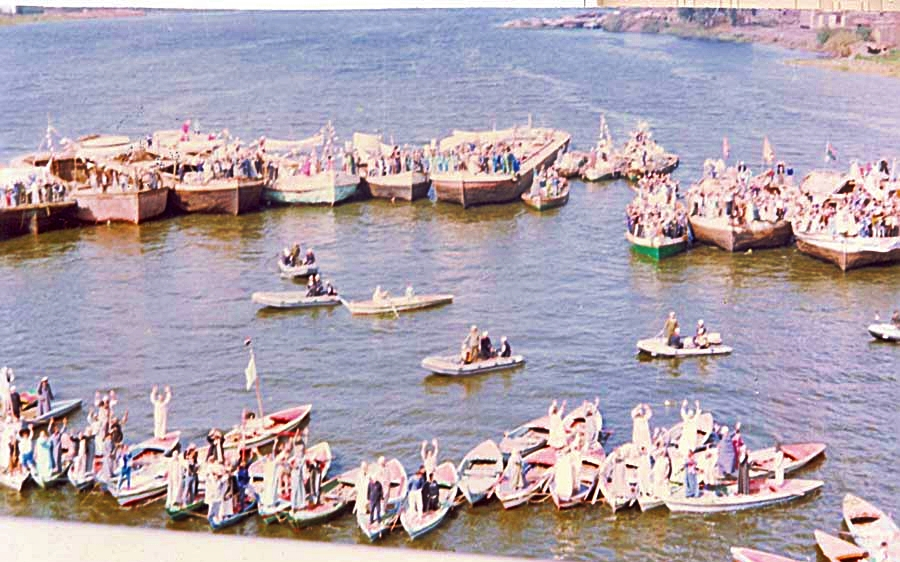
الصيد هو الحرفة الرئيسية بإقليم البرلس، وتظهر بوضوح مراكب الصيد على شاطئ مدينة برج البرلس.

إقليم البُرُلُّس، إقليم مصري يقع في أقصى شمال دلتا النيل في الساحل الشمالي الأوسط للبحر المتوسط، وإدارياً يتبع محافظة كفر الشيخ، سُميّ البرلس نسبة إلى بحيرة البرلس التي تمتد بطول 70 كم تقريباً، ويتراوح عرضها من 6 إلى 17 كم.
ويسود الإقليم عدد من البيئات، أهمها المستنقعات الملحية والقصبية والسهول الرملية، وعلى سواحل البحيرة توجد الكثبان الرملية المرتفعة. ولكل من تلك البيئات خصائص خاصة بالتربة المكونة لها، وينعكس ذلك على أهمية تلك البيئات من حيث كونها مكاناً طبيعياً لما يقرب من 135 نوعاً نباتياً برياً ومائياً. كما أن البيئات الرطبة لها دور كبير في استقبال الطيور المهاجرة.

## الموقع الجغرافي
يقع الإقليم على ساحل البحر المتوسط في أقصى شمال محافظة كفر الشيخ بشمال مصر، ويضم بحيرة البرلس بالكامل؛ وهي البحيرة الثانية كبراً من حيث المساحة في مصر. وبالإقليم ثلاث مدن: مدينة بلطيم ومدينة مصيف بلطيم وبرج البرلس. وأهم القرى: الشهابية.
أما بالنسبة لحدود الإقليم، فالإقليم بكامله يضم مركز البرلس، مع الأطراف الشمالية من مركز الحامول، ولذلك فيحده:
- من الشمال: البحر المتوسط.
- من الشرق: محافظة الدقهلية.
- من الغرب: مركز مطوبس.
- من الجنوب: بحيرة البرلس، ومراكز الحامول والرياض وسيدي سالم.

## تاريخ
أنشئ الإقليم رسمياً عام 1871، وكان مقره مدينة بلطيم، وفي عام 1886 سُميت بمأمورية البرلس، وصدر قرار من وزارة الداخلية في 26 نوفمبر عام 1931 بإلغاء مأمورية البرلس، وإلحاق القرى التابعة للمأمورية سابقاً ببلاد كفر الشيخ، على أن تبقى نقطة شرطة بناحية بلطيم.